# Telescopio spaziale Nancy Grace Roman
Il telescopio spaziale Nancy Grace Roman (noto anche come Wide Field InfraRed Survey Telescope o WFIRST), titolato a maggio 2020 dalla NASA a Nancy Roman, riconosciuta madrina del telescopio Hubble, è il progetto di un telescopio spaziale statunitense che si prevede verrà lanciato nel 2027. Il telescopio verrà impiegato per lo studio di energia oscura, accelerazione cosmica e, soprattutto, esopianeti, andando a sostituire il Telescopio spaziale Hubble.

## Storia
Il progetto del telescopio risale all'inizio degli anni '10, essendo già stato costruito lo specchio primario nel 2012 sullo stesso modello del telescopio spaziale Hubble e donato alla NASA da parte del National Reconnaissance Office. Con il progetto del Telescopio Spaziale James Webb, però, la missione ha rischiato diverse volte di essere annullata, dato che i due telescopi opereranno in campi vicini. Nel 2018 era stato cancellato dai programmi della NASA a causa dei costi troppo elevati, per investire piuttosto nei progetti sulla Luna e su Marte, ma il Congresso statunitense ha stanziato ulteriori 150 milioni di dollari, per il telescopio WFIRST. Nel 2021 a seguito di ulteriori stanziamenti la NASA ha stimato che il costo totale del ciclo di vita del telescopio sia intorno ai $ 4,3 miliardi di dollari con lancio previsto entro maggio 2027 tramite un vettore Falcon Heavy.

## Descrizione

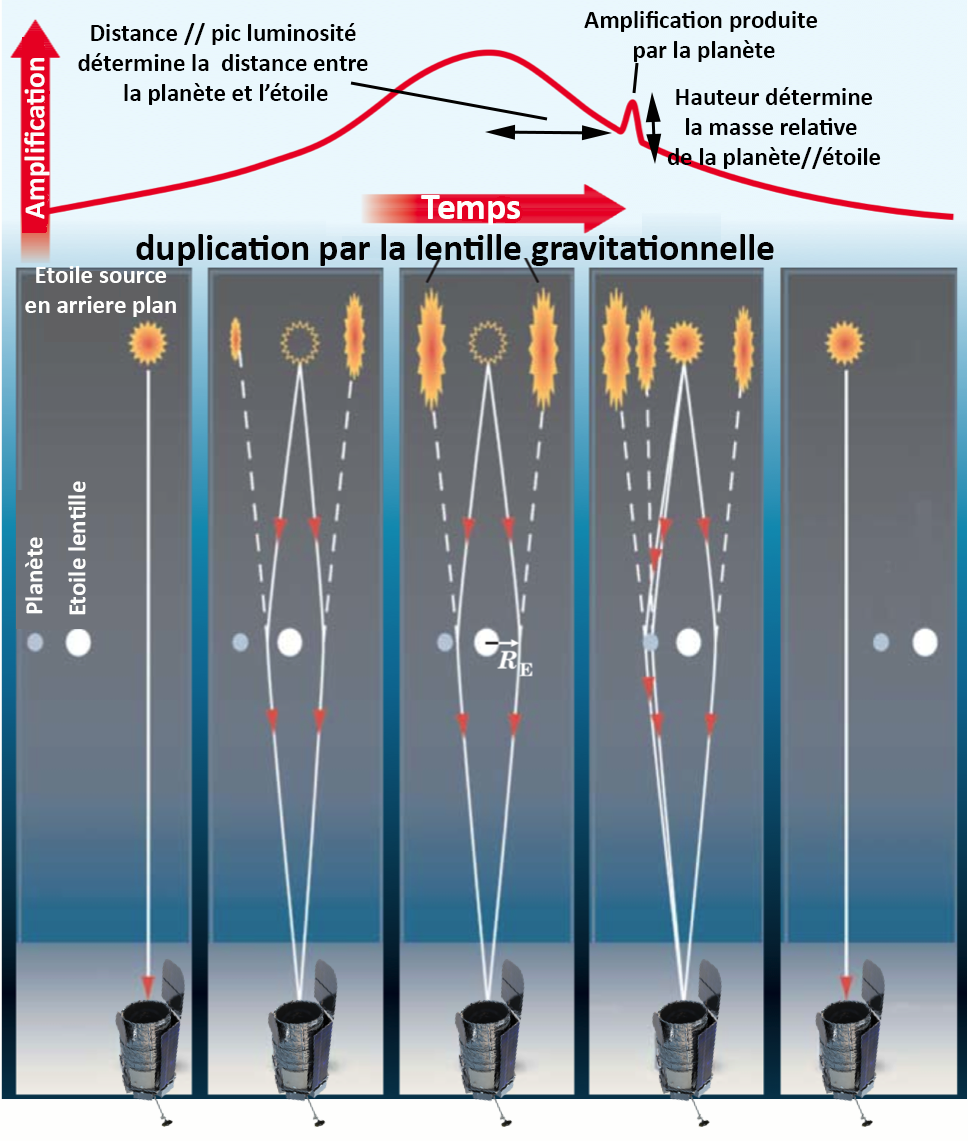
Metodo di studio con la microlente gravitazionale

WFIRST, per trovare nuovi pianeti extrasolari, si baserà sull'effetto delle microlenti gravitazionali sfruttando la distorsione della luce quando un pianeta passa davanti a una stella. Questa tecnica, collegandosi con la teoria della relatività di Einstein, permette di individuare pianeti orbitanti attorno a stelle distanti migliaia di anni luce, più lontani di quanto osservato fino ad ora.
Il telescopio avrà uno specchio primario del diametro di 2,4 m, come l'HST, ma con la capacità di operare in uno spettro più ampio, compreso il vicino infrarosso. Gli strumenti di cui disporrà saranno:
- Wide Field Instrument, con un campo visivo 100 volte superiore ad Hubble. È costituito da 18 rilevatori a Hg, Cd e Te da 0,281 gradi quadrati, arrivando ad una risoluzione di 288 Mpx. Permetterà studi sull'energia oscura, sulle microlensing causate da esopianeti e survey nel vicino infrarosso.
- Coronograph Instrument, un coronografo per eseguire attività di imaging e spettroscopia di esopianeti più vicini, bloccando la luce della stella.[8] Differentemente dai coronografi classici che bloccano fisicamente la luce delle stelle utilizzando un disco opaco collocato sul percorso della luce in ingresso, quello del Roman è costituito da una successione di dischi e specchi deformabili tramite ottica attiva che creano interferenze distruttive con la frequenza della luce dell'astro oggetto dell'osservazione.[9]

## Gestione dei dati
I flussi di dati che verranno ottenuti da WFIRST saranno gestiti dal centro STScI, già coordinatore dei dati di Hubble e di Webb; tali dati, organizzati nell'archivio Mikulski, saranno disponibili pubblicamente entro pochi giorni dalle osservazioni.